# Aspborre
Aspborre (Trypophloeus asperatus) är en skalbaggsart som först beskrevs av Leonard Gyllenhaal 1813.  Aspborre ingår i släktet Trypophloeus, och familjen vivlar. Enligt den finländska rödlistan är arten nära hotad i Finland. Enligt den svenska rödlistan är arten nära hotad i Sverige. Arten förekommer i Götaland, Svealand, Nedre Norrland och Övre Norrland. Artens livsmiljö är naturmoskogar.